# Дё-Рив
Дё-Рив (фр. Deux Rives) — кантон во Франции, находится в регионе Юг-Пиренеи, департамент Тарн. Входит в состав округа Альби.
Код INSEE кантона — 8110. В состав кантона входит 18 коммун. Центральный офис расположен в Лаграве.
Кантон был образован 22 марта 2015 года. В состав новообразованного кантона вошли коммуны упразднённых кантонов Гайак (9 коммун), Кадален (7 коммун) и Лиль-сюр-Тарн (2 коммуны).

## История
Новая норма административного деления, созданная декретом от 17 февраля 2014 года, вступила в силу на первых региональных (территориальных) выборах (новый тип выборов во Франции). Таким образом, единые территориальные выборы заменяют два вида голосования, существовавших до сих пор: региональные выборы и кантональные выборы (выборы генеральных советников). Первые выборы такого типа, на которых избирают одновременно и региональных советников (членов парламентов французских регионов), и генеральных советников (членов парламентов французских департаментов), состоялись в два тура 22 и 29 марта 2015 года. Эта дата официально считается датой создания новых кантонов и упразднения части старых. Начиная с этих выборов, советники избираются по смешанной системе (мажоритарной и пропорциональной). Избиратели каждого кантона выбирают Совет департамента (новое название генерального Совета): двух советников разного пола. Этот новый механизм голосования потребовал перераспределения коммун по кантонам, количество которых в департаменте уменьшилось вдвое с округлением итоговой величины вверх до нечётного числа в соответствии с условиями минимального порога, определённого статьёй 4 закона от 17 мая 2013 года.

## Население
Население кантона на 2015 год составляло … человек.

## Коммуны кантона
| Коммуна           | Население, чел. (2012) | Почтовый индекс | Код INSEE |
| ----------------- | ---------------------- | --------------- | --------- |
| Бернак            | 184                    | 81150           | 81029     |
| Кадален           | 1492                   | 81600           | 81046     |
| Кастане           | 192                    | 81150           | 81061     |
| Лабастид-де-Левис | 987                    | 81150           | 81112     |
| Лабесьер-Кандей   | 728                    | 81300           | 81117     |
| Лаграв            | 1952                   | 81150           | 81131     |
| Лагрес            | 436                    | 81300           | 81138     |
| Монтанс           | 1375                   | 81600           | 81171     |
| Оссак             | 276                    | 81600           | 81020     |
| Паризо            | 951                    | 81310           | 81202     |
| Пероль            | 498                    | 81310           | 81208     |
| Ривьер            | 948                    | 81600           | 81225     |
| Сенуйак           | 1084                   | 81600           | 81283     |
| Сестероль         | 477                    | 81150           | 81067     |
| Теку              | 935                    | 81600           | 81294     |
| Феноль            | 228                    | 81600           | 81090     |
| Фессак            | 342                    | 81150           | 81087     |
| Флорантен         | 674                    | 81150           | 81093     |